# Södra Abborrtjärnen (Ekshärads socken, Värmland)
Södra Abborrtjärnen är en sjö i Hagfors kommun i Värmland och ingår i Göta älvs huvudavrinningsområde.